# Totally Krossed Out
A Totally Krossed Out az amerikai Kris Kross hiphopduó első debütáló nagylemeze, mely 1992-ben jelent meg. A dalok nagy részét Jermaine Dupri írta, aki a duó karrierjét is egyengette.

## Sikerek
A Totally Krossed Out óriási siker volt, és több mint 4 millió példányban kelt el, így a Billboard 200-as lista 1. és a Top R&B/Hip-Hop Album listán is előkelő helyezést ért el. Az albumról négy kislemez jelent meg, a Jump, a Warm It Up, melyek a Hot Rap kislemezlista 1. helyig jutottak. A két másik dal, az I Missed the Bus, és az It's a Shame című. Az album 4x platina helyezést kapott, valamint mind a négy kislemez slágerből videóklip is készült.

## Tracklista
1. "Intro Interview" – 0:51
2. "Jump" (Jermaine Dupri, The Corporation, Ohio Players) – 3:17
3. "Lil' Boys in da Hood" – 3:05
4. "Warm It Up" – 4:09
5. "The Way of Rhyme" – 2:59
6. "Party" (George Clinton, Jermaine Dupri, Gary Shider, Dave Spradley) – 4:03
7. "We're in da House" – 0:39
8. "A Real Bad Dream" – 1:58
9. "It's a Shame" – 3:48
10. "Can't Stop the Bum Rush" – 2:57
11. "You Can't Get With This" – 2:24
12. "I Missed the Bus" – 2:59
13. "Outro" – 0:43
14. "Party" (Krossed Mix) – 4:11
15. "Jump" (Extended Mix) – 5:10
16. "Rugrats Rap (Extended Version)" - 5:10

## Slágerlisták
| Slágerlista (1992)  | Legmagasabb helyezés |
| ------------------- | -------------------- |
| U.S. Billboard 200  | 1                    |
| U.S. Top R&B Albums | 1                    |